# 杜讓能
杜讓能（841年—893年），字群懿，京兆郡杜陵县（今陕西省西安市长安区）人，唐朝官员。

## 生平
杜如晦叔父杜淹八世孙，父杜审权，外祖父李翱。杜审权听说崔程的女儿们有容德，为杜让能求娶，最后崔程选了一个侄女嫁给杜让能。咸通十四年（873年）登进士第，在宣武王唐鋅府裡當推官。历官中书舍人、翰林学士。兴元时为宰相。昭宗時任太尉。
景福二年（893年），昭宗因為節度使李茂貞表辭不遜，無法忍受，打算發兵進攻李茂貞，讓能反對說“茂貞地大兵強，而唐力未可以致討；鳳翔又近京師，易以自危而難於後悔，佗日雖欲誅晁錯以謝諸侯，恐不能也。”昭宗不聽，下令讓能率禁軍三萬人，直逼鳳翔。茂貞以六萬兵馬截擊。后禁軍大败，茂贞要求诏杀宰相，二十日，處死西门君遂、李周潼、段诩等三人。李茂貞不退兵，揚言進兵京師，乘胜至三桥。讓能自知必死，曰“臣請歸死以紓難。”昭宗流淚曰：「與卿決矣！」又將杜讓能贬为雷州司户。十月乙未，賜死杜讓能及户部侍郎杜弘徽兄弟。《新唐书》作另一弟杜彦林亦遇害，误。
不久河东节度使李克用勤王，败杀静难节度使王行瑜，李茂贞表示归顺朝廷。昭宗念杜让能枉死，追赠太师。

## 後代
- 長子 杜光義，字啟之
- 次子 杜晓，字明遠，膳部郎中、翰林學士

## 延伸阅读
[在维基数据编辑]
 《新唐書·卷096》，出自《新唐書》